# Molí del Vilaró (Gaià)
El Molí del Vilaró és una obra de Gaià (Bages) inclosa a l'Inventari del Patrimoni Arquitectònic de Catalunya.

## Descripció
Molí d'aigua situat a la riera de Merlés, cantó de Gaia. Annexe al molí hi ha una casa de construcció recent. Es conserva encara tota la maquinària del molí, excepte l'exterior.

## Història
Hi ha una inscripció que senyala la data de 1810.